# Società Sportiva Cavese Calcio 1919 2001-2002
Questa pagina raccoglie le informazioni riguardanti la Società Sportiva Cavese Calcio 1919 nelle competizioni ufficiali della stagione 2001-2002.
Stagione degli aquilotti non esaltante: gli aquilotti vincono gli spareggi play-out contro il Nardò, ma retrocedono per illecito sportivo, ritornando tra i dilettanti su delibera della CAF.

## Rosa
| N. |                   | Ruolo | Calciatore          |
| -- | ----------------- | ----- | ------------------- |
|    | Italia (bandiera) | P     | Marco Viola         |
|    | Italia (bandiera) | P     | Davide Morello      |
|    | Italia (bandiera) | P     | Marco Morrone       |
|    | Italia (bandiera) | P     | Michele Radunanza   |
|    | Italia (bandiera) | D     | Donatello Marcosano |
|    | Italia (bandiera) | D     | Tommaso Napoli      |
|    | Italia (bandiera) | D     | Antonio Altamura    |
|    | Italia (bandiera) | D     | Mario Giusti        |
|    | Italia (bandiera) | D     | Ilario Papaleo      |
|    | Italia (bandiera) | D     | Antonio Rogazzo     |
|    | Italia (bandiera) | C     | Luciano Califano    |
|    | Italia (bandiera) | C     | Andrea D'Alessandro |
|    | Italia (bandiera) | C     | Claudio De Rosa     |
|    | Italia (bandiera) | C     | Luigi Di Giorgio    |
|    | Italia (bandiera) |       | G. Galli            |
|    | Italia (bandiera) | C     | Emanuele Germano    |
|    | Italia (bandiera) | C     | Angelo Giacalone    |

| N. |                            | Ruolo | Calciatore            |
| -- | -------------------------- | ----- | --------------------- |
|    | Italia (bandiera)          | C     | Stefano Mascioli      |
|    | Italia (bandiera)          | C     | Carmine Minauda       |
|    | Italia (bandiera)          | C     | Alberto Moscatello    |
|    | Italia (bandiera)          | C     | Omar Rivolta          |
|    | Italia (bandiera)          | C     | Francesco Scarpa      |
|    | Italia (bandiera)          | C     | Riccardo Spigoli      |
|    | Italia (bandiera)          | C     | Fabio Levacovich      |
|    | Italia (bandiera)          | C     | Calogero Lo Bue       |
|    | Italia (bandiera)          | C     | Gerardo Alfano        |
|    | Italia (bandiera)          | A     | Maurizio Bisogno      |
|    | Costa d'Avorio (bandiera)  | A     | Youssouf Kamara       |
|    | Italia (bandiera)          | A     | Massimiliano Farrugia |
|    | Italia (bandiera)          | A     | Antonino Marcatti     |
|    | Nuova Caledonia (bandiera) | A     | Vincent Xatie Taua    |
|    | Italia (bandiera)          | A     | Massimiliano Vadacca  |
|    | Italia (bandiera)          | A     | Antonio Abate         |
|    | Italia (bandiera)          | A     | Matteo Righi          |